# کاخ سفید

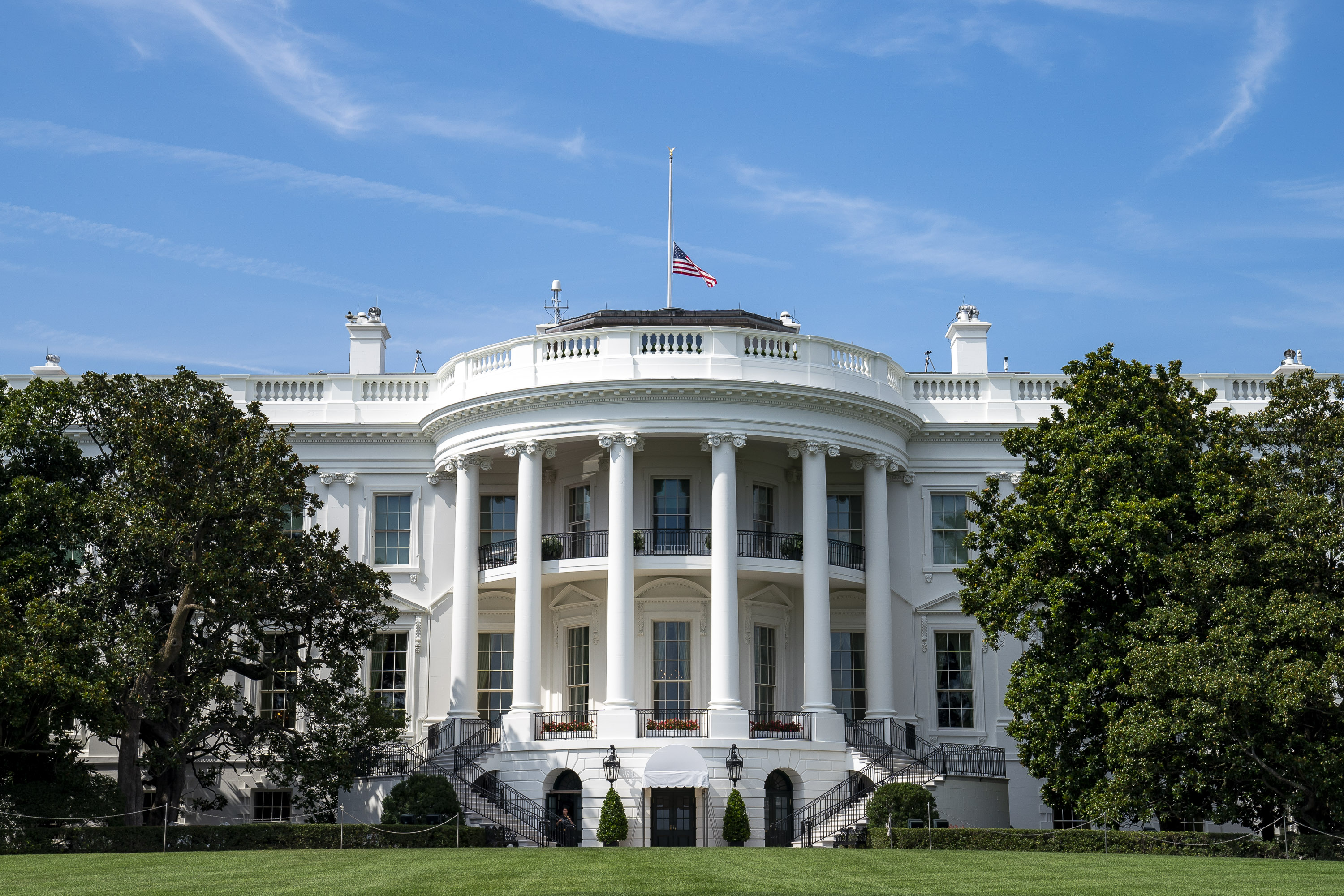
نمای جنوبی در سال ۲۰۱۴

کاخ سفید (به انگلیسی: White House) محل کار و اقامتگاه رسمی رئیس‌جمهور ایالات متحده آمریکا است. کاخ سفید در پلاک ۱۶۰۰، خیابان پنسیلوانیا، واشینگتن دی.سی. واقع شده است.
معمار این اقامتگاه جیمز هوبان است که اصالتاً ایرلندی بود و طراحی آن را بر پایه معماری نئوکلاسیک پیاده کرد. مراحل ساخت‌وساز نیز از تاریخ ۱۷۹۲ تا ۱۸۰۰ ادامه یافت، هنگامی که توماس جفرسون در سال ۱۸۰۱ به این اقامتگاه منتقل شد (به همراه معمار بنجامین هنری لاتروب) تعدادی سایه‌گذر را در زیر هر بال اضافه کرد که در جهت پنهان نمودن اصطبل و انبار انجام گرفت. در سال ۱۸۱۴ و در بحبوحه جنگ‌های مشهور به جنگ ۱۸۱۲ این عمارت به آتش کشیده شد که بخشی از پروژه به آتش کشیدن واشینگتن توسط ارتش بریتانیا بود، این آتش‌سوزی قسمت‌های داخلی را ویران و در قسمت‌های بیرونی باعث ایجاد نیم سوختگی‌های گسترده گردید، بازسازی این صدمات بلافاصله و به سرعت آغاز گردید و رئیس‌جمهور جیمز مونرو در اکتبر ۱۸۱۷ به کاخ نقل مکان کرد، بازسازی‌های ادامه یافت و علاوه بر ساخت رواق جنوبی نیم دایره در سال ۱۸۲۴، رواق شمالی نیز در سال ۱۸۲۹ ساخته شد.
از آنجایی که تراکم در عمارت اجرایی بسیار زیاد بود، رئیس‌جمهور تئودور روزولت و تمامی کارهای دفتری وی به بخش تازه ساخت بال غربی در سال ۱۹۰۱ منتقل شد. ۸ سال بعد و در دوران ریاست جمهوری ویلیام هووارد تفت بال غربی گسترش بیشتری یافت و در همان زمان اولین دفتر بیضی ساخته شد، در سال ۱۹۴۸، اقامتگاه به دلیل استفاده عمده از شاه‌پر (تیر عمارت) چوبی در اغلب قسمت‌ها به‌خصوص دیوارها، دیگر توان خود را از دست داده بود و رو به ویرانی می‌رفت که در همان دوران ریاست هری ترومن، اتاق‌های داخلی کاملاً برداشته شد و یک اسکلت فولادی برای تحمل بار داخلی جدید ساخته شد، هنگامی که این عملیات پایان پذیرفت اتاق‌ها بازسازی شدند

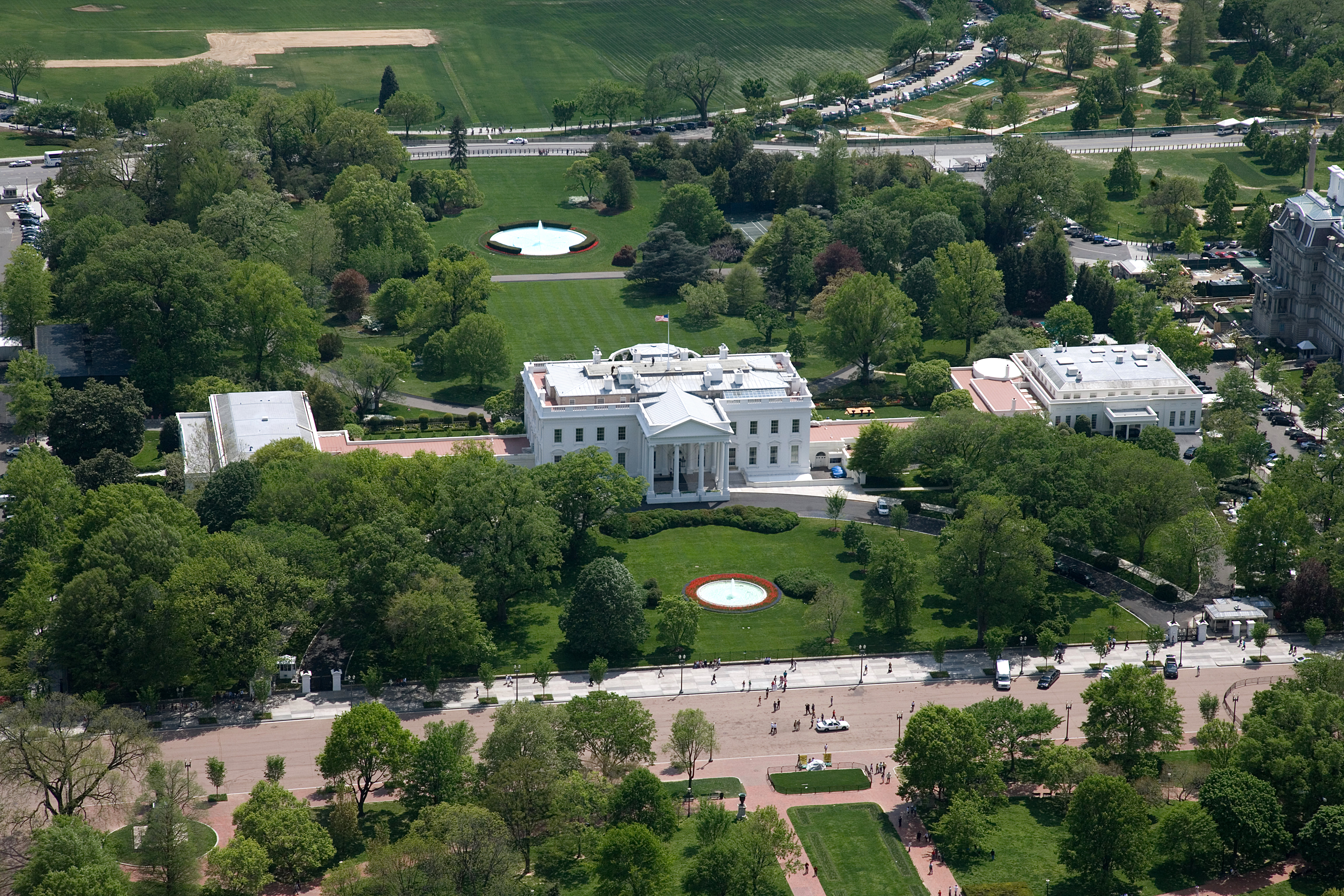
نمایی هوایی از کاخ سفید

امروزه کاخ سفید به سه قسمت منزل رئیس‌جمهور در مرکز، بال غربی کاخ، و بال شرقی کاخ تقسیم شده است، ساختمان کاخ سفید شامل شش طبقه است، طبقه همکف، طبقه کشور، طبقه دوم، طبقه سوم و دو طبقه زیرزمین که مساحتی برابر ۵٬۱۰۰ متر مربع را می‌پوشاند، ۱۳۲ اتاق و ۳۵ دستشویی، ۶ آشپز تمام وقت و روزانه حدود ۵٬۰۰ بازدیدکننده دارد، به عنوان دفتر مجریه رئیس‌جمهور آمریکا واژه خانه سفید غالباً کنایه از کابینه ریاست مجلس سنا آمریکا است، کاخ سفید در مالکیت سازمان پارک‌های ملی است، این کاخ بخشی از پارک ریاست‌جمهوری را دربر می‌گیرد.

## مسابقه معماری
در سال ۱۷۹۱، واشنگتن و وزیر خارجه وی توماس جفرسون که هر دو علاقه شخصی به معماری داشتند، توافق کردند که طرح کاخ سفید و پایتخت در یک مسابقه طراحی انتخاب شود. اگرچه تمام پیشنهادها مربوط به پایتخت رد شد، اما یک طرح قابل قبول برای کاخ سفید که توسط جیمز هوبان ارائه شد، از بین چندین مورد انتخاب شد از جمله یکی که به‌طور ناشناس توسط خود جفرسون ارسال شده بود. در ۱۶ ژوئیه سال ۱۷۹۲، رئیس‌جمهور با کمیساران شهر فدرال دیدار کرد تا در مورد مسابقه معماری قضاوت کند. مشهور است که پس از یک بررسی کوتاه او به سرعت طرح هوبان را انتخاب کرد.

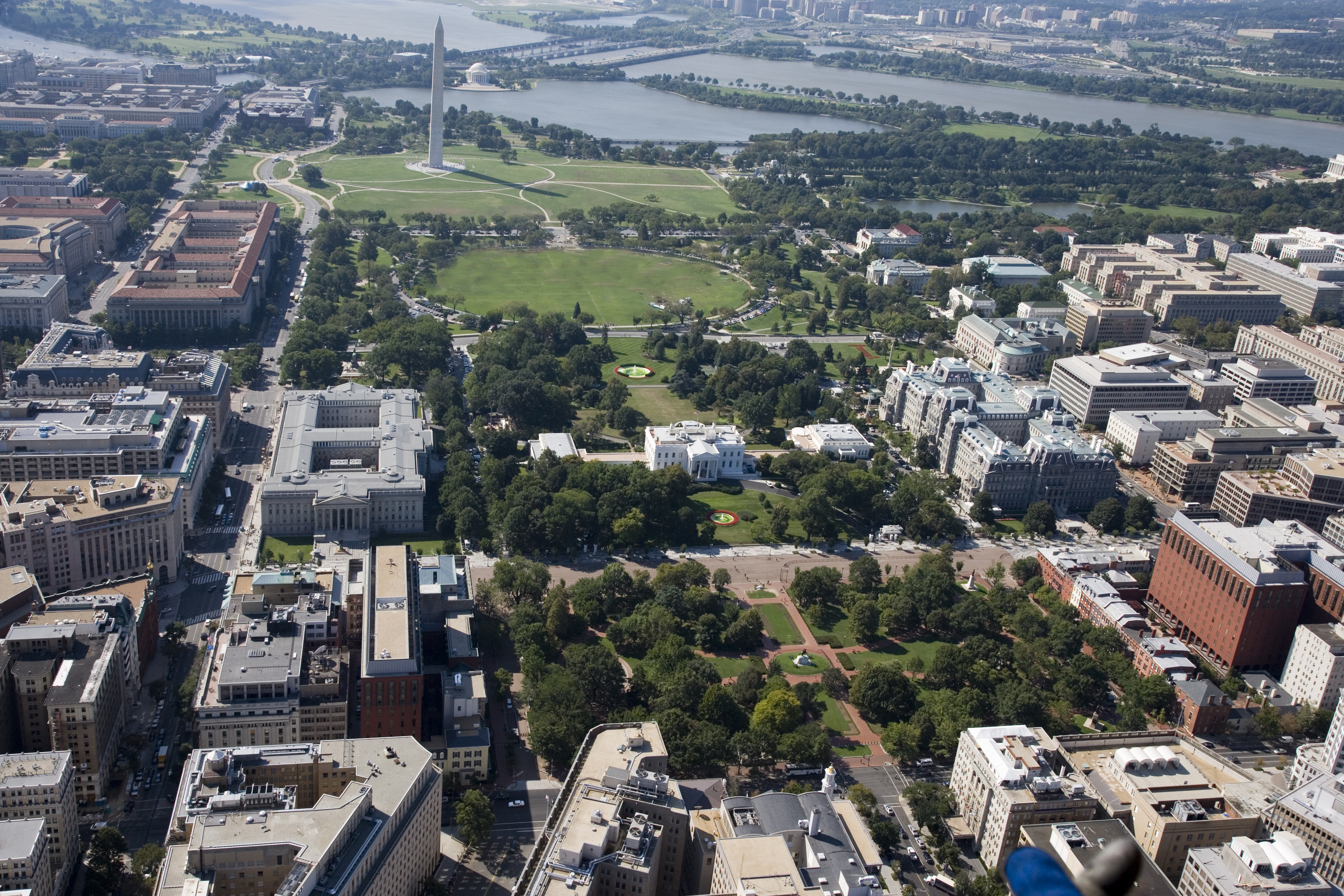
مجموعه کاخ سفید از بالا

## پیشینه
این ساختمان بین سال‌های ۱۷۹۲ و ۱۸۰۰ با ماسه سنگ‌های سفید به سبک معماری جرجی هم‌زمان با ساخت شهر نیویورک ساخته شد.
جان آدامز اولین رئیس‌جمهور آمریکا بود که در کاخ سفید اقامت نمود و از آن دوران کاخ سفید همواره محل اقامت رئیس‌جمهور وقت آمریکا بوده است، هنگامی که توماس جفرسون (۱۸۰۱)در کاخ سفید اقامت یافت با کمک مهندس معمار بنجامین هنری لاتروب بنای بیرونی کاخ را با افزودن دو ستون گسترش داد، کاخ سفید در سال ۱۸۱۴ (در طول جنگ ۱۸۱۲) توسط ارتش بریتانیا صدمه فراوان دید و محتویات آن به تاراج رفت ولی مدت زمان کمی بعد از ویرانی اقدام به بازسازی آن شد، در اکتبر سال ۱۸۱۷ رئیس‌جمهور آمریکا جیمز مونرو در کاخ سفید که فقط قسمتی از آن بازسازی شده بود اقامت یافت. کاخ سفید در طول سالیان متمادی چندین بار بازسازی و گسترش یافته است.

## نام‌گذاری
بنای کاخ سفید در ابتدا «قصر ریاست جمهوری» یا عمارت ریاست جمهوری نامیده می‌شد، این بنا برای اولین بار در سال ۱۸۱۱ کاخ سفید نام گرفت، به روایتی در زمان بازسازی، این بنا را سفید کردند تا آثار سوختگی آن را بپوشانند و از آن زمان سفید نامیده شد، این روایت بی‌اساس است زیرا این بنا از زمان ساخت آن در سال ۱۷۹۸ سفید، رنگ شده بود.
این بنا در متون رسمی عمارت هیئت اجرایی نامیده می‌شد اما در زمان ریاست جمهوری تئودور روزولت ۱۹۰۱ نام غیررسمی کاخ سفید واشینگتن روی سرنامه‌های رسمی آن چاپ شد، در سرنامه‌های فعلی هم لغت کاخ سفید و واشینگتن در وسط صفحه چاپ می‌شود که به زمان کابینه فرانکلین دلانو روزولت بر می‌گردد، نظریه دیگری این است که نام کاخ سفید از نام مزرعه عمارت سفید که محل اقامت مارتا کاستیس واشینگتن بود گرفته شده است، مزرعه عمارت سفید در بخش نیو کنت، در ایالت ویرجینیا واقع شده بود و در قرن هیجدهم رئیس‌جمهور و همسرش در آن زندگی می‌کردند.

## بال غربی
دفتر رئیس‌جمهور (دفتر بیضی شکل) و دفتر کارمندان رتبه بالای وی با اتاقی برای ۵۰ کارمند و همچنین اتاق هیئت دولت که ملاقات‌های رئیس‌جمهور با هیئت دولت درآنجا صورت می‌گیرد در بال غربی کاخ سفید واقع شده است.

## بال شرقی
اتاق شرقی در طبقه اول، بزرگ‌ترین اتاق در اقامتگاه رئیس‌جمهوری آمریکا و معمولاً محل برگزاری رویدادهای رسمی در کاخ سفید است.
بال شرقی که دارای یک دفتر اضافی است، در سال ۱۹۴۲ به کاخ سفید اضافه شد. این قسمت از کاخ سفید در سال ۱۹۷۷ علاوه بر استفاده‌های سابق آن برای اولین بار دفتر کارکنان همسر رئیس‌جمهور آمریکا روزالین کارتر را نیز در خود جای داد؛ و از آن پس به‌طور رسمی «دفتر همسر رئیس‌جمهور» نام گرفت. شاخه شرقی در طول جنگ جهانی دوم به منظور پنهان کردن، ساختمان پناهگاه زیر زمینی که برای مواقع اضطراری ساخته شده بود، بنا شد. پناهگاه زیرزمینی مرکز عملیات اضطراری ریاست جمهوری نام گرفت.

## محافظت و امنیت
محوطه کاخ سفید تحت حفاظت دائمی دو سازمان قرار دارد: سرویس مخفی ایالات متحده و پلیس پارک ایالات متحده. در مراسم تحلیف ریاست جمهوری در سال ۲۰۰۵، از سامانه موشک‌های سطح به هوای پیشرفته نروژی (NASAMS) برای گشت‌زنی در حریم هوایی واشینگتن دی.سی. استفاده شد. این سامانه‌ها همچنان برای حفاظت از رئیس‌جمهور و کل حریم هوایی اطراف کاخ سفید به کار گرفته می‌شوند که برای تردد هرگونه هواپیمایی کاملاً ممنوع است.

## نگارخانه

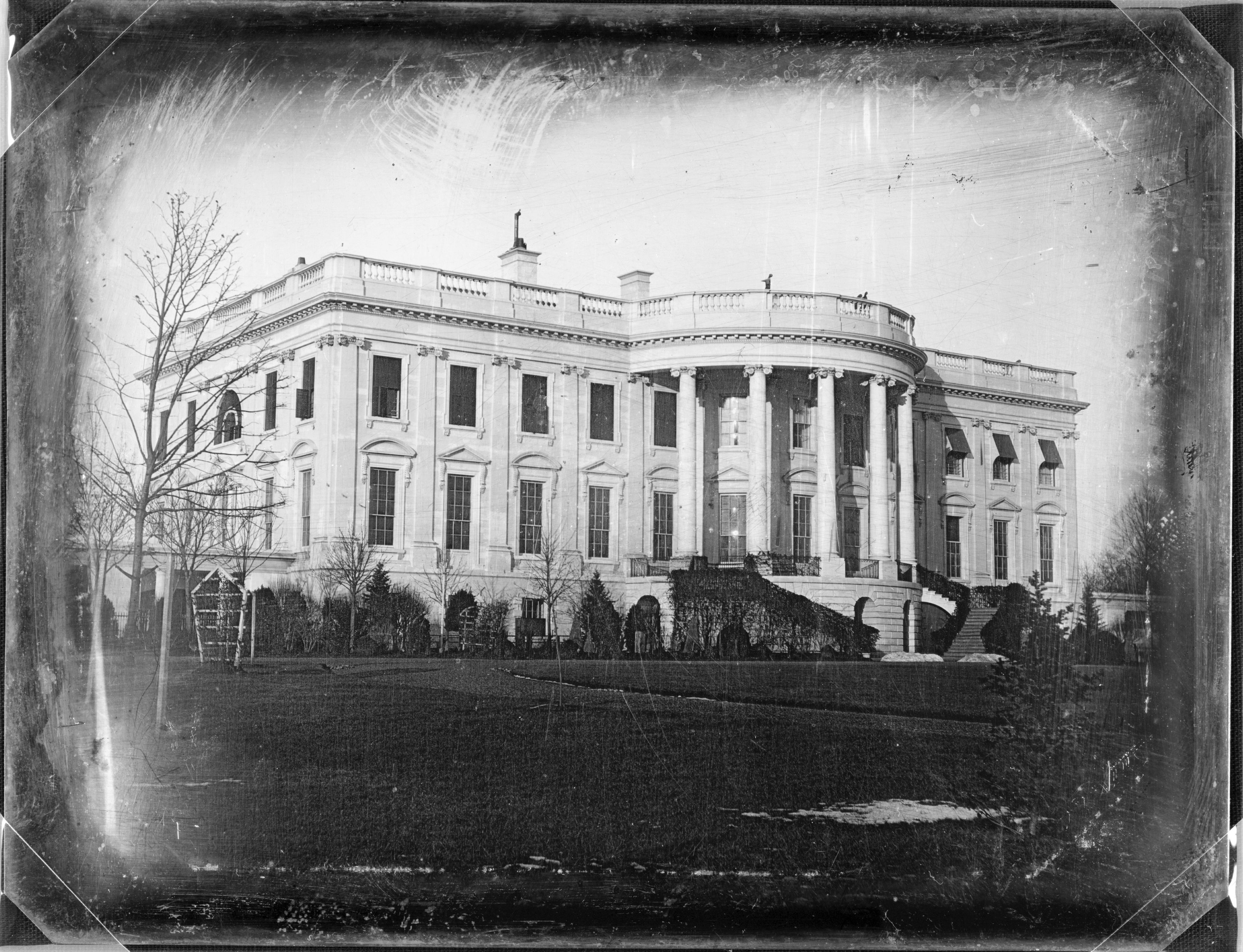
نخستین عکس شناخته شده از کاخ سفید به سال ۱۸۴۶ میلادی
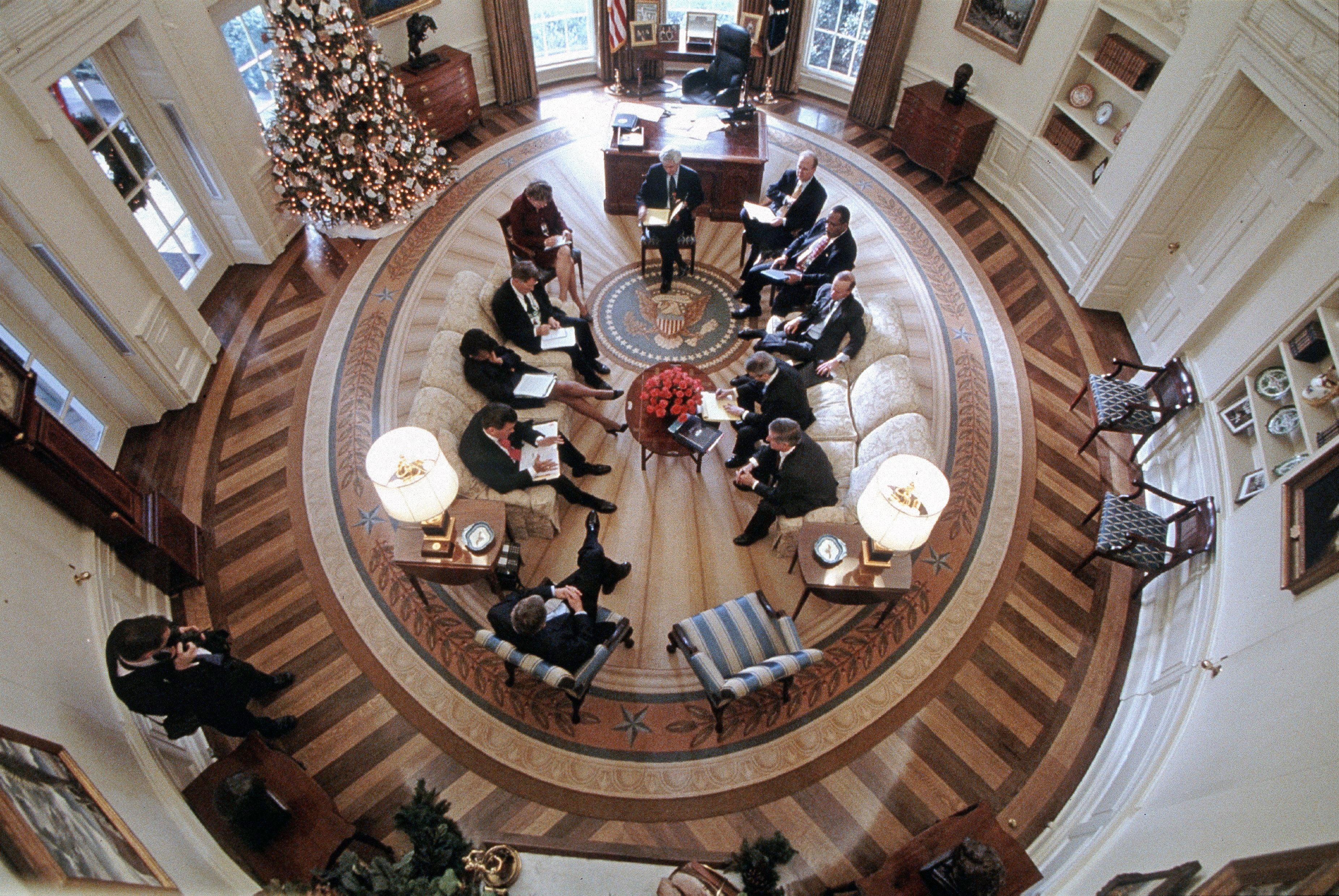
دفتر بیضوی، دفتر رئیس‌جمهور از بالا
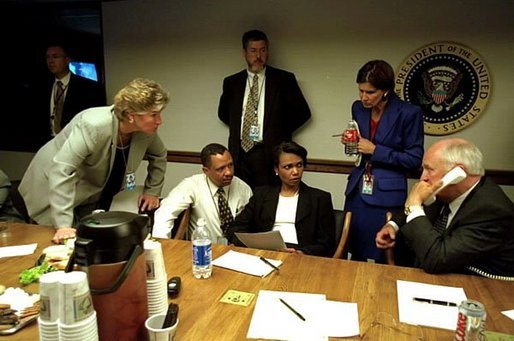
اتاق جلسات اضطراری واقع در زیر زمین کاخ
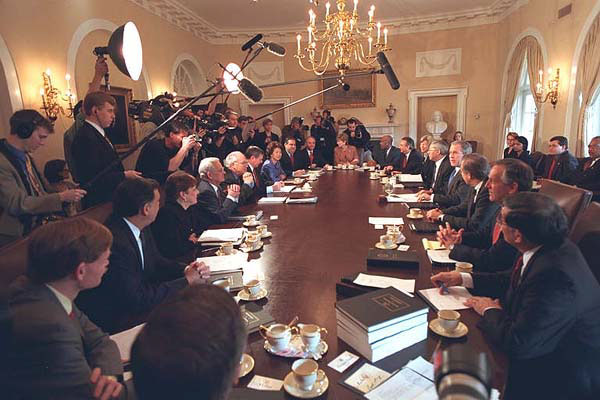
جلسه کابینه دولت در شاخه غربی کاخ
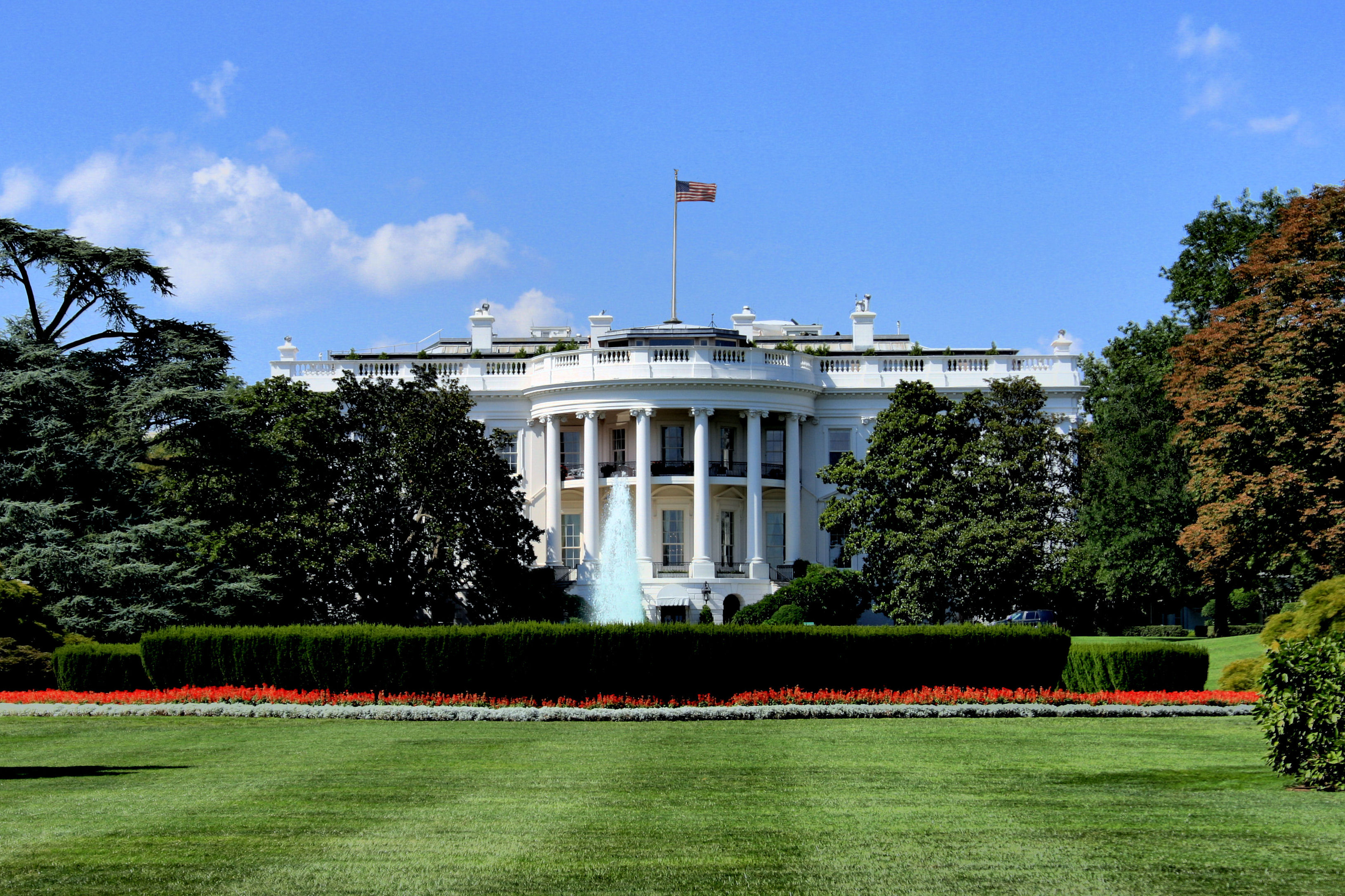
نمایی از محوطه چمن و ساختمان کاخ سفید
آتش‌سوزی کاخ سفید در سال ۱۸۱۴
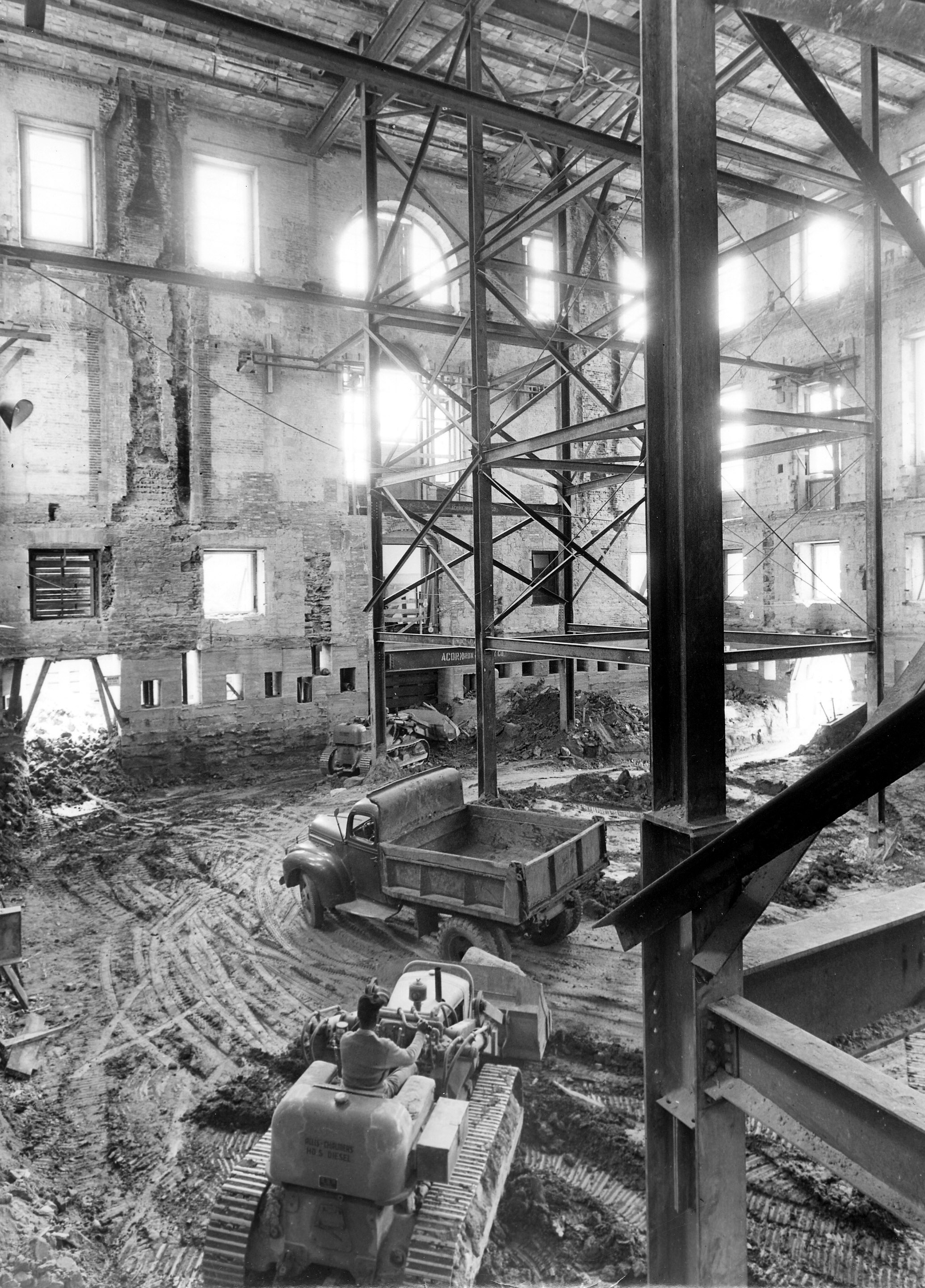
کاخ سفید در دوران ریاست جمهوری هری ترومن مورد بازسازی قرار گرفت
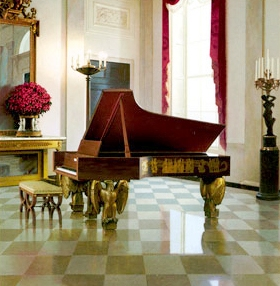
پیانوی گرند استاین‌وی با پایه‌های مزین به عقاب طلایی در کاخ سفید.
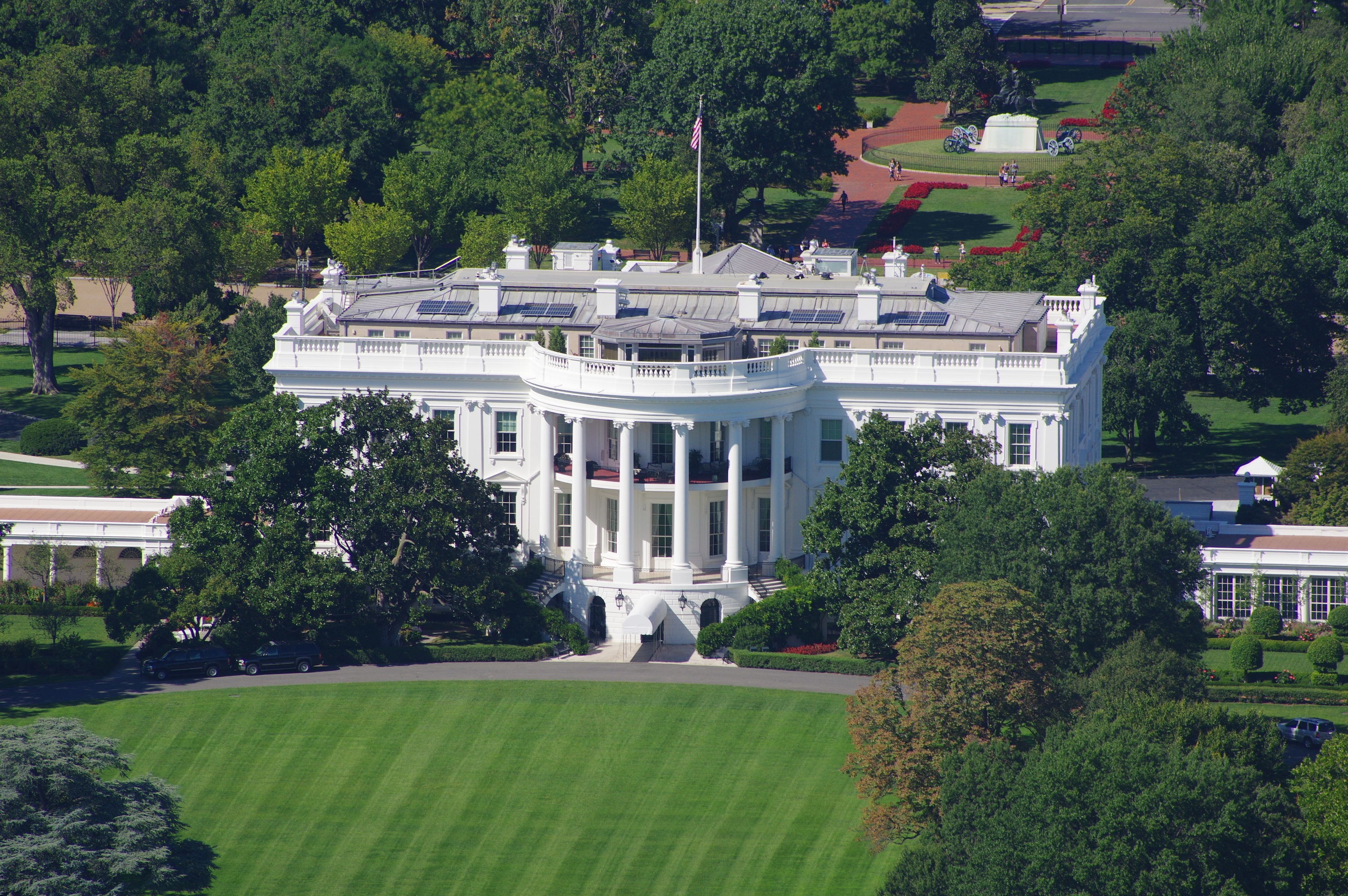
نمای هوایی

## وقایع و مراسم
- نمایش ملی بوقلمون شکرگزاری

## وبگاه رسمی
- www.whitehouse.gov